# West Mifflin
West Mifflin es un borough ubicado en el condado de Allegheny en el estado estadounidense de Pensilvania. En el año 2000 tenía una población de 22.464 habitantes y una densidad poblacional de 612.5 personas por km².

## Geografía
West Mifflin se encuentra ubicado en las coordenadas 40°22′5″N 79°53′51″O / 40.36806, -79.89750.

## Demografía
Según la Oficina del Censo en 2000 los ingresos medios por hogar en la localidad eran de $36,130 y los ingresos medios por familia eran $46,192. Los hombres tenían unos ingresos medios de $36,984 frente a los $26,529 para las mujeres. La renta per cápita para la localidad era de $18,140. Alrededor del 10.2% de la población estaba por debajo del umbral de pobreza.